# Mykolas Firkovičius
Mykolas Firkovičius (polnisch Michał Firkowicz, russisch Михаил Иосифович Фиркович, Michail Jossifowitsch Firkowitsch; geboren 17. November 1924 in Trakai; gestorben 12. Oktober 2000 in Vilnius, Litauen) war ein litauisch-karaimischer Dichter, Sprachforscher und geistliches Oberhaupt (Chassan) der jüdisch-karäischen Minderheit in Litauen.

## Leben
Firkovičius setzte sich intensiv mit dem Karaimischen, einer westtürkischen Sprache der jüdischen Religionsgemeinschaft der Karäer auseinander. Er ist diesbezüglich Verfasser einiger Publikationen, einschließlich Lehrbücher. Noch zur Sowjetzeit entstand im Mai 1988 in seiner Geburtsstadt Trakai die Litauische Karäische Kulturgesellschaft. Und nach dem Sturz des kommunistischen Regimes gründeten die Gemeindemitglieder im Jahr 1992 die Vereinigte Gemeinschaft litauischer Karäer mit Sitz in Vilnius. Mykolas Firkovičius wurde Präsident dieses Dachverbandes und blieb bis zu seinem Tod der einzige karäische Chassan in ganz Litauen. Häufig pendelte er in dieser Tätigkeit zwischen Vilnius, Trakai und Panevėžys. Neben den Gottesdiensten zählte auch der Religionsunterricht von Kindern zu seinen Aufgaben, wozu die Einführung in die Karaimische Sprache wie auch das genaue Studieren religiöser Richtlinien gehörte. Daneben arbeitete Mykolas Firkovičius als Zivil- und Wirtschaftsingenieur.
Im Jahr 1997 wurde er mit dem Orden des litauischen Großfürsten Gediminas (Medaille 3. Klasse) ausgezeichnet.

## Publikationen
- Spoken Karay (Trakai Dialect). Timur Kocaoglu (Übersetzer). Lincom publishers, 2006.
- David' Bijnin Machtav Čozmachlary - Psalmés. Danielius, Vilnius 1994.
- Karaj koltchalary/Karaimu maldos. Vilnius 1993.
- Karay Yirlary. Litovskii fond kul'tury, Vilnius 1989.